# Bahía de Yagorlitsk
La bahía de Yagorlitsk o Yahorlik (en ucraniano: Ягорлицька затока) es una bahía de aguas poco profundas cerca de la costa de Ucrania (entre las penínsulas de Yahorlik Kut y Kinburn), al norte del Mar Negro. La bahía está separada del mar por la cadena de islas Dovhyi y Kruhlyi. Está separado del golfo de Tendra y por Yahorlik Kut.
El cuerpo de agua tiene 26 km de largo, 15 km de ancho, hasta 5 m de profundidad.

## Características generales
La longitud de la bahía de Yagorlitsk es de 26 km, el ancho en la entrada es de 15 km y la profundidad es de hasta 5 m. Su salinidad ronda los 14-15‰. La bahía se congela solo en inviernos extremos. Está parcialmente separada del mar por las islas Dovgiy y Kruglii. En el pasado, estas dos islas formaban parte del cabo Pokrovsky de la península de Kimburn. En la bahía también se encuentran las islas Velikiy Kinski y Maly Kinski.
La costa de la bahía es parte de la Reserva del Mar Negro. Parte del área de agua de la bahía se incluyó en la Reserva Yagorlytsky en 1974. Actualmente, la bahía de Yagorlitsk es parte de la Reserva de la Biosfera del Mar Negro en su conjunto. La parte sur de la bahía, el área de agua alrededor de las islas Dovgiy y Krugliy, las Islas Horse, una franja de un kilómetro a lo largo del área de lago salado de la Reserva de la Biosfera del Mar Negro, con un área total de 13,032 hectáreas, es un zona protegida, el resto de la bahía (la Reserva Ornitológica Yagorlytsky) está incluida en la ChBZ como zona de amortiguamiento (Decreto del Presidente de Ucrania del 26 de noviembre de 1993 n.º 563/93 "Sobre Reservas de Biosfera").

### Exploraciones
En 2008, una expedición del Departamento de Patrimonio Subacuático del Instituto de Arqueología de la Academia Nacional de Ciencias de Ucrania dirigida por S. Voronov descubrió los restos de un antiguo asentamiento bizantino del siglo VII en el fondo de la bahía. Se supone que este podría ser la legendaria ciudad Borístenes.